# 無声そり舌破擦音
無声そり舌破擦音（むせい そりじた はさつおん）は子音の種類の一つ。硬口蓋に舌をそらせて閉鎖を作ったのち、開放すると同時に隙間から生じる息の摩擦を伴う音。国際音声記号では[ʈ͡ʂ]と記述されるが、略記して[ʈʂ]または[tʂ]とも表記される。

## 特徴
- 気流の起こし手 - 肺臓からの呼気。
- 発声 - 声帯の振動を伴わない無声音。
- 調音
  - 調音位置 - 持ち上げられた舌尖と歯茎後部によるそり舌音。
  - 調音方法
    - 口腔内の気流 - 舌の中央の隙間を気流が通る中線音。
    - 調音器官の接近度 - 完全な閉鎖をゆっくりと開放することによって隙間から起こる摩擦を伴う破裂音（破擦音）。
    - 口蓋帆の位置 - 口蓋帆を持ち上げて鼻腔への通路を塞いだ口音。

## 言語例
- 中国語（普通話） - 有気音と無気音の音韻対立がある。
  - 有気音: 吃 chī [ʈʂʰʅ˥] （食べる）
  - 無気音: 圆珠笔、圓珠筆 yuánzhūbǐ [ɥɛn˧˥ʈʂu˥pi˨˩˦] （ボールペン）
- チベット語 [ʈʂ]又は[ʈʰʂ]の形で現れる。